# Rao Jingwen
Rao Jingwen (chiń. 饶静文; ur. 26 marca 1985 w Wuhanie) – chińska pingpongistka, która zdobyła brązowy medal w grze mieszanej na mistrzostwach świata w 2013, które odbyły się w Paryżu. Jej partnerem był Wang Liqin. Ponadto wystąpiła na uniwersjadzie w 2011, podczas której zdobyła 4 złote medale w tenisie stołowym oraz na tej samej imprezie cztery lata wcześniej, gdzie wywalczyła 2 złote medale – w grze pojedynczej kobiet i grze podwójnej kobiet. W lutym 2014 zakończyła karierę.